# Люк Адамс
Люк Адамс (англ. Luke Adams, нар. 22 жовтня 1976, Мвумі, Танзанія) — австралійський легкоатлет, що спеціалізувався на спортивній ходьбі.

## Кар'єра
Багаторазовий чемпіон Австралії на різних дистанціях. Найбільших успіхів він досяг у відстані на 20 кілометрів. У 1999 році, зайнявши 55 місце, він дебютував на кубку світу зі спортивної ходьби.
На Манчестерських Іграх Співдружності у 2002 році він завоював срібну медаль, а через рік був п'ятим на чемпіонаті світу з легкої атлетики .
2004 року Люк змагався на Олімпійських іграх, посівши 16 місце. Чемпіонат світу 2005 року приніс йому 10 місце, а в 2006 році він знову зайняв друге місце на Іграх Співдружності.
У 2007 році він був сьомим на чемпіонаті світу, у 2008 році — шостим на Олімпійських іграх, а у 2009 році — сімнадцятим на наступному чемпіонаті світу . Під час жовтневих Ігор Співдружності в Індії він завоював свою третю срібну медаль у цьому турнірі.
У ходьбі на 50 кілометрів його найбільші успіхи включають десяте місце на Олімпійських іграх у Пекіні та двічі п'яте на чемпіонаті світу.

## Досягнення
| Рік  | Змагання                          | Місце         | Відстань      | Позиція  | Час      |
| ---- | --------------------------------- | ------------- | ------------- | -------- | -------- |
| 1994 | Чемпіонат світу серед юніорів     | Лісабон       | 10 000 м      | 24 місце | 44:09,59 |
| 1999 | Кубок світу зі спортивної ходи    | Мезідон-Канон | 20 км         | 55 місце | 1:30:11  |
| 2002 | Ігри Співдружності                | Манчестер     | 20 км         | 2 місце  | 1:26:03  |
| 2002 | Кубок світу зі спортивної ходи    | Турин         | 50 км         | 29 місце | 4:07:08  |
| 2003 | Чемпіонат світу з легкої атлетики | Париж         | 20 км         | 5 місце  | 1:19:35  |
| 2004 | Кубок світу зі спортивної ходи    | Наумбург      | 20 км         | 14 місце | 1:21:24  |
| 2004 | Олімпійські ігри                  | Афіни         | 20 км         | 16 місце | 1:23:52  |
| 2005 | Чемпіонат світу з легкої атлетики | Гельсінкі     | 20 км         | 10 місце | 1:21:43  |
| 2006 | Ігри Співдружності                | Мельбурн      | 20 км         | 2 місце  | 1:21:38  |
| 2006 | Кубок світу зі спортивної ходи    | Ла-Корунья    | 20 км         | 18 місце | 1:22:11  |
| 2007 | Чемпіонат світу з легкої атлетики | Осака         | 20 км         | 7 місце  | 1:23:52  |
| 2008 | Кубок світу зі спортивної ходи    | Чебоксари     | 20 км         | 7 місце  | 1:19:15  |
| 2008 | Кубок світу зі спортивної ходи    | Чебоксари     | командне      | 3 місце  |          |
| 2008 | Олімпійські ігри                  | Пекін         | 20 км         | 6 місце  | 1:19:57  |
| 2008 | Олімпійські ігри                  | Пекін         | 50 км         | 10 місце | 3:47:45  |
| 2009 | Чемпіонат світу з легкої атлетики | Берлін        | 20 км         | 17 місце | 1:22:37  |
| 2009 | Чемпіонат світу з легкої атлетики | Берлін        | 50 км         | 5 місце  | 3:43:39  |
| 2010 | Ігри Співдружності                | Нью-Делі      | 20 км         | 2 місце  | 1:22:41  |
| 2011 | Чемпіонат світу з легкої атлетики | Тегу          | chód na 50 km | 5 місце  | 3:45:41  |
| 2012 | Кубок світу зі спортивної ходи    | Саранськ      | 20 км         | 26 місце | 1:23:28  |
| 2012 | Олімпійські ігри                  | Лондон        | 50 км         | 25 місце | 3:53:41  |

## Особисті рекорди
- Спортивна ходьба на 20 км — 1:19:15 (2008)
- Спортивна ходьба на 50 км — 3:43:39 (2009)